# Хэби
Хэби́ (кит. упр. 鹤壁, пиньинь Hèbì) — городской округ в провинции Хэнань КНР.

## История
Хотя эти места населены с древнейших времён (отсюда правили четыре последних императора государства Шан-Инь, здесь находилась столица царства Вэй), до недавнего времени они не были объединены в единую административную структуру.
После победы в гражданской войне коммунистами была в августе 1949 года создана провинция Пинъюань, и эти места вошли в состав созданного одновременно Специального района Аньян (安阳专区) провинции Пинъюань. 30 ноября 1952 года провинция Пинъюань была расформирована, и Специальный район Аньян перешёл в состав провинции Хэнань. В 1954 году уезд Цисянь был присоединён к уезду Танъинь.
В марте 1957 года в связи с началом добычи каменного угля в этих местах из уезда Танъинь был выделен город Хэби, получивший статус города провинциального подчинения. В 1958 году Специальный район Аньян вместе с городом Хэби был присоединён к Специальному району Синьсян (新乡专区), но в 1961 году был воссоздан (Хэби теперь подчинялся властями специального района). В 1962 году из уезда Танъинь был вновь выделен уезд Цисянь. В 1968 году Специальный район Аньян был переименован в Округ Аньян (安阳地区). В 1983 году округ Аньян и город Аньян были расформированы, и был создан городской округ Аньян. В 1986 году из городского округа Аньян был выделен городской округ Хэби.

## Административно-территориальное деление
Городской округ Хэби делится на 3 района, 2 уезда:
| Карта | #     | Статус   | Название | Иероглифы    | Пиньинь | Площадь (км²) | Население (2006) |
| ----- | ----- | -------- | -------- | ------------ | ------- | ------------- | ---------------- |
|       |       |          |          |              |         |               |                  |
| 1     | Район | Хэшань   | 鹤山区   | Hèshān qū    | 159     | 130 000       |                  |
| 2     | Район | Шаньчэн  | 山城区   | Shānchéng qū | 176     | 240 000       |                  |
| 3     | Район | Цибинь   | 淇滨区   | Qíbīn qū     | 295     | 150 000       |                  |
| 4     | Уезд  | Сюньсянь | 浚县     | Xùn xiàn     | 1088    | 710 000       |                  |
| 5     | Уезд  | Цисянь   | 淇县     | Qí xiàn      | 581     | 270 000       |                  |